# Rabal (Braganza)
Rabal es una freguesia portuguesa situada en el municipio de Braganza. Según el censo de 2021, tiene una población de 152 habitantes.